# Аркалък
Аркалък (на казахски: Арқалық, на руски: Аркалык) e град в Северен Казахстан с ранг на самостоятелен район в Костанайска област. Разположен е в казахската степ, на 480 км югоизточно от областния център Костанай.

## История
Възниква като селище на геолози и строители през 1956 г., изпратени в казахската степ за да търсят залежи на боксит (суровина за производство на алуминий). През 1960-те години на миналия век Аркалък е обявен за „всесъюзна комсомолска ударна строителна площадка“, където се стичат младежи от целия СССР. През 1965 г. Аркалък получава статут на град, a през 1971 г. става център на новосъздадената Тургайска област, която е закрита през 1988 г.
Градът е бил център на съветската космическа програма. Много от космонавтите кацат в казахската степ в близост до Аркалък преди да продължат към Байконур. И днес руски космически космически капсули „Союз“ се приземяват в околностите на града. В наши дни бокситната мина е най-големият работодател в града. Принадлежи на компанията „Алуминий Казахстан“. Очаква се производството трябва да бъде преустановено през 2023 г., тъй като запасите от руда са към края си. Самият град е много отдалечен. Регионалното летище е затворено и най-близкият голям град е на 15 часа път с влак.